# Richard Poole
L'inspector de policia Richard Poole és un personatge de la sèrie de suspens i misteri Death in Paradise'. És interpretat per l'actor Ben Miller. En Poole és un brillant detectiu anglès, que odia el sol i la platja, i que no li agrada interectuar amb altres persones.